# Liste der Kulturgüter in Fischbach-Göslikon
Die Liste der Kulturgüter in Fischbach-Göslikon enthält alle Objekte in der Gemeinde Fischbach-Göslikon im Kanton Aargau, die gemäss der Haager Konvention zum Schutz von Kulturgut bei bewaffneten Konflikten, dem Bundesgesetz vom 20. Juni 2014 über den Schutz der Kulturgüter bei bewaffneten Konflikten sowie der Verordnung vom 29. Oktober 2014 über den Schutz der Kulturgüter bei bewaffneten Konflikten unter Schutz stehen.
Objekte der Kategorien A und B sind vollständig in der Liste enthalten, Objekte der Kategorie C fehlen zurzeit (Stand: 1. Januar 2023).

## Kulturgüter
| Foto |                                                                                               | Objekt                                                                                   | Kat. | Typ | Standort                              | Beschreibung |
| ---- | --------------------------------------------------------------------------------------------- | ---------------------------------------------------------------------------------------- | ---- | --- | ------------------------------------- | ------------ |
| ja   | Datei hochladen · Wikidata zu Katholische Pfarrkirche Maria Himmelfahrt (Q19362310)           | Katholische Pfarrkirche Maria Himmelfahrt mit Pfarrhaus und Rochuskapelle KGS-Nr.: 00107 | A    | G   | Mellingerstrasse 20.1 665379 / 247405 |              |
| BW   | Datei hochladen · Wikidata zu Skelettgräber der älteren Eisenzeit (Gräbergruppe) (Q105397834) | Skelettgräber der älteren Eisenzeit (Gräbergruppe) KGS-Nr.: 15372                        | B    | F   | Grind 666321 / 246799                 |              |
| BW   | Datei hochladen · Wikidata zu Haus Zum Rittersaal (Q29575991)                                 | Haus zum Rittersaal KGS-Nr.: 15373                                                       | B    | G   | Alte Landstrasse 10 665865 / 246883   |              |